# Ногайбай (Кордайський район)
Ногайба́й (каз. Ноғайбай) — село у складі Кордайського району Жамбильської області Казахстану. Адміністративний центр Ногайбайського сільського округу.
У радянські часи село називалося Ргайти.
Населення — 1871 особа (2021; 1845 у 2009, 1864 у 1999, 3186 у 1989).